# Louis Debeugny
Louis Debeugny – francuski kierowca wyścigowy.

## Kariera
W swojej karierze wyścigowej Debeugny poświęcił się startom w wyścigach samochodów sportowych. W latach 1929-1930 Francuz pojawiał się w stawce 24-godzinnego wyścigu Le Mans. W pierwszym sezonie startów odniósł zwycięstwo w klasie 1.1, a w klasyfikacji generalnej uplasował się na dziewiątej pozycji. Rok później stanął na drugim stopniu podium również w klasie 1.1.